# Mille Foerster
Emil (Mille) Lauritz Foerster, född 22 september 1896 i Århus, död 1978, var en svensk tecknare och illustratör.
Foerster studerade vid Slöjdföreningens skola i Göteborg 1916-1918. Han medverkade i ett stort antal samlingsutställningar bland annat i Humor och satirutställningen på Liljevalchs konsthall samt i Köpenhamn och Wien. Hans konst består huvudsakligen av humoristiska teckningar och stadsmotiv, som illustratör illustrerade han bland annat Herbert Malmbacks Det knackar i berget. 